# Route nationale 429
Die Route nationale 429, kurz N 429 oder RN 429, war eine französische Nationalstraße.
Der Streckenverlauf führte von Val-de-Meuse bis zu einer Kreuzung mit der Nationalstraße N66 bei Mattaincourt.
Zwischen den Ortschaften Dombrot-le-Sec und Contrexéville war die Straße durch die Nationalstraße N64 unterbrochen.
Die N429 durchquerte auf ihrem Streckenverlauf den Kurort Vittel.
Die Straßennummer wurde 1933 in das Nationalstraßennetz aufgenommen. 1973 erfolgte die Abstufung zur Département-Straße.